# Rogers County
Rogers County ist ein County im Bundesstaat Oklahoma der Vereinigten Staaten. Der Verwaltungssitz (County Seat) ist Claremore. Das U.S. Census Bureau hat bei der Volkszählung 2020 eine Einwohnerzahl von 95.240 ermittelt.

## Geographie
Das County liegt im Nordosten von Oklahoma, ist im Norden etwa 50 km von Kansas entfernt und hat eine Fläche von 1843 Quadratkilometern, wovon 95 Quadratkilometer Wasserfläche sind. Es grenzt im Uhrzeigersinn an folgende Countys: Nowata County, Craig County, Mayes County, Wagoner County, Tulsa County und Washington County.

## Geschichte
Rogers County wurde am 16. Juli 1907 als Original-County aus Cherokee-Land gebildet. Benannt wurde es nach Clement V. Rogers einem Mitglied der Verfassunggebenden Versammlung („Constitunional Convention“) von Oklahoma.

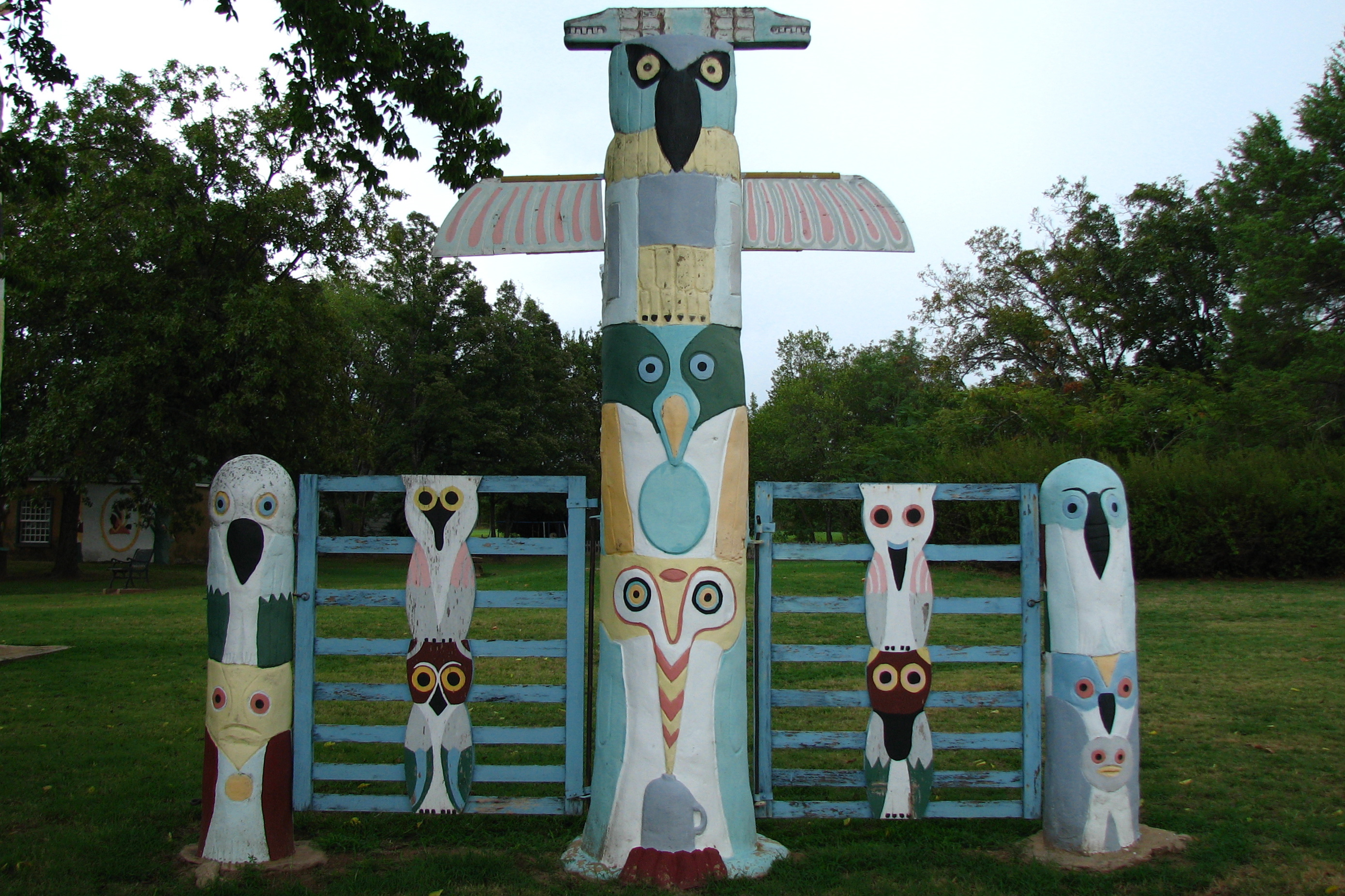
Der Ed Galloway’s Totem Pole Park ist einer von 16 Einträgen des Countys im NRHP.

16 Bauwerke und Stätten des Countys sind im National Register of Historic Places (NRHP) eingetragen (Stand 6. Juni 2018).

## Demografische Daten

Alterspyramide des Rogers County

Nach der Volkszählung im Jahr 2000 lebten im Rogers County 70.641 Menschen in 25.724 Haushalten und 20.090 Familien. Die Bevölkerungsdichte betrug 40 Einwohner pro Quadratkilometer. Ethnisch betrachtet setzte sich die Bevölkerung zusammen aus 79,88 Prozent Weißen, 0,72 Prozent Afroamerikanern, 12,08 Prozent amerikanischen Ureinwohnern, 0,32 Prozent Asiaten, 0,03 Prozent Bewohnern aus dem pazifischen Inselraum und 0,56 Prozent aus anderen ethnischen Gruppen; 6,40 Prozent stammten von zwei oder mehr Ethnien ab. 1,83 Prozent der Bevölkerung waren spanischer oder lateinamerikanischer Abstammung.
Von den 25.724 Haushalten hatten 38,4 Prozent Kinder unter 18 Jahre, die im Haushalt lebten. 65,6 Prozent waren verheiratete, zusammenlebende Paare, 8,9 Prozent waren allein erziehende Mütter. 21,9 Prozent waren keine Familien, 19,0 Prozent waren Singlehaushalte und in 7,5 Prozent der Haushalte lebten Menschen im Alter von 65 Jahren oder darüber. Die durchschnittliche Haushaltsgröße betrug 2,71 und die durchschnittliche Familiengröße betrug 3,10 Personen.
28,7 Prozent der Bevölkerung waren unter 18 Jahre alt, 7,4 Prozent zwischen 18 und 24, 28,6 Prozent zwischen 25 und 44, 24,0 Prozent zwischen 45 und 64 und 11,3 Prozent waren 65 Jahre oder älter. Das Durchschnittsalter betrug 36 Jahre. Auf 100 weibliche Personen kamen 96,8 männliche Personen. Auf 100 Frauen im Alter von 18 Jahren oder darüber kamen 94,4 Männer.
Das jährliche Durchschnittseinkommen eines Haushalts betrug 44.471 USD und das durchschnittliche Einkommen einer Familie betrug 50.707 USD. Männer hatten ein durchschnittliches Einkommen von 37.753 USD gegenüber den Frauen mit 24.717 USD. Das Prokopfeinkommen betrug 19.073 USD. 6,6 Prozent der Familien und 8,6 Prozent der Bevölkerung lebten unterhalb der Armutsgrenze.